# AC3filter
AC3Filter — свободный DirectShow-фильтр, предназначенный для декодирования и обработки звука в реальном времени. Фильтр декодирует форматы аудио AC3/DTS, поддерживает многоканальный и/или цифровой (S/PDIF) выходы. Имеется возможность воспроизведения файлов AVI и MPEG-2 (DVD) с аудиодорожками в формате AC3. Фильтр основан на библиотеке liba52, которая была полностью переработана. Распространяется по лицензии GNU GPL. Переведён на 20 языков мира.
К преимуществам этого кодека относится большой набор настроек, для управления громкостью и динамическим диапазоном звука, которые даже позволяют отдельно регулировать громкость для канала низкочастотных эффектов (LFE), тыловых каналов (Surround) и центрального канала (Voice), обычно используемого в кинофильмах для записи диалогов. Настройке громкости воспроизведения посвящён отдельный раздел в руководстве к этому фильтру.
Включён в состав ПО, поставляемого с различной аппаратурой, напр. TV-тюнером GoTView.

## Основные особенности
- Декодирование форматов AC3 / DTS / MPEG-1/2 Audio Layer I/II
- Поддержка DVD, AVI/AC3, AVI/DTS, WAV/AC3 и WAV/DTS
- Обработка звука из любого источника
- Разложение любого источника на 6 каналов
- Полная информация о формате звуковой дорожки
- Поддержка режима SPDIF passthrough
- Вывод многоканального звука на SPDIF из любого источника (кодирование в AC3 на лету)
- Поканальное усиление для всех входных/выходных каналов
- Поканальные задержки (для компенсации разного расстояния до колонок)
- Автоматическая регулировка усиления
- Клиппинг
- Сжатие динамического диапазона (Dynamic Range Compression, DRC)
- Индикация уровней входных и выходных каналов
- Матричный микшер и возможность напрямую изменять матрицу микширования.
- Микширование в Dolby Surround / Pro Logic / Pro Logic II
- Эквалайзер
- Анализатор спектра звука

## MatrixMixer
Александр Виговский создал ответвление проекта AC3Filter, MatrixMixer. Фильтр предназначен для разложения любых стереозаписей на любое число каналов в режиме реального времени. Может быть подключен к произвольной программе, поддерживающей работу с DirectShow-фильтрами, является полностью настраиваемым.